# Tjeerd Top
Tjeerd Top (1978) is een Nederlands violist.

## Opleiding
Top begon met vioolspelen toen hij acht jaar oud was. Hij studeerde bij Qui van Woerdekom en Jaring Walta aan het Koninklijk Conservatorium in Den Haag. Nadat hij er in 2000 de eerste fase met onderscheiding afsloot, studeerde hij verder aan het Conservatorium van Amsterdam bij Alexander Kerr, de toenmalige concertmeester van het Koninklijk Concertgebouworkest. Ook de tweede fase sloot hij met onderscheiding af.

## Prijzen en onderscheidingen
Top won de eerste prijs op het Nationaal Vioolconcours Oskar Back in 2001. Tijdens dit concours ontving hij ook de Kersjes van de Groenekan Prijs samen met pianiste Mariken Zandvliet voor hun vertolking van een werk van de componist Carlos Micháns. Met harpiste Lavinia Meijer trad hij op in de serie Jonge Nederlanders, waarna ze samen de Fortis Mees/Pierson Award wonnen

## Activiteiten
Top speelde in het Radio Filharmonisch Orkest, het Residentie Orkest en het Koninklijk Concertgebouworkest. In het Nationaal Jeugd Orkest was hij plaatsvervangend concertmeester en concertmeester. Sinds 2005 is Top 1e plaatsvervangend concertmeester van het Koninklijk Concertgebouworkest in Amsterdam, en is hij daarnaast vaak concertmeester van het Concertgebouw Kamerorkest. Top speelde solo bij diverse orkesten, onder andere onder leiding van Hans Vonk, Peter Oundjian, Michael Lankaster en Vassily Sinaisky. 
Verder is Top actief als kamermusicus. Hij vormde een duo met pianiste Mariken Zandvliet, met wie hij tournees maakte naar India, Sri Lanka, Indonesië, Costa Rica, Brazilië, Argentinië en de Nederlandse Antillen. Ze maakten een cd-opname met werken van Carlos Micháns. Met pianiste Mariana Izman werd hij geselecteerd voor de concertserie Het Debuut.

## Instrument
Top speelde op een viool gebouwd door Michael Angelo Bergonzi (daarvoor bespeeld door Herman Krebbers), die hem ter beschikking werd gesteld door het Nationaal Muziekinstrumenten Fonds. Tegenwoordig bespeelt hij een Stradivarius uit 1713.
- Library of Congress Control Number: no2019062890
- Virtual International Authority File: 2300155708734822580005